# Checkmate
Checkmate är den femte EP-skivan av den sydkoreanska tjejgruppen Itzy, utgiven den 15 juli 2022 av JYP Entertainment och Republic Records. Den innehåller sju spår, däribland ledsingeln "Sneakers".

## Bakgrund och utgivning
Den 2 juni 2022 tillkännagav JYP Entertainment att Itzy skulle återvända med ny musik i juli, vilket skulle följas upp av deras första världsturné för att marknadsföra skivan. Detta annonserades genom ett schema med detaljer kring den nya EP:n såväl som ett utkast av turnéplanen. EP:n, som var Itzys första material på nio månader sedan utgivningen av deras debutstudioalbum Crazy in Love, presenterades med namnet Checkmate tillsammans med ledsingeln "Sneakers". Den 13 juni publicerades pressmaterial i form av en gruppbild. Den 11 juli utkom en videotrailer för albumet. Checkmate och musikvideon till "Sneakers" gavs ut den 15 juli.

## Skivomslag
Det ursprungliga digitala omslaget för Checkmate visade en mörk aura med en enskild schackpjäs i mitten. Den 22 juli 2022 ändrade JYP omslaget utan att tidigare ha meddelat detta, som svar på fansens klagomål om att det första omslaget inte matchade gruppens koncept eller marknadsföring.

## Världsturné
I samband med skivsläppet begav sig Itzy ut på sin första världsturné Checkmate World Tour. Den inleddes vid SK Olympic Handball Gymnasium i Seoul den 6 augusti 2022 och avslutades vid Thunder Dome i Bangkok den 8 april 2023. Turnén omfattade totalt 20 shower.

## Låtlista
| Nr           | Titel                      | Text                                                                     | Musik                                                  | Arrangemang          | Längd |
| ------------ | -------------------------- | ------------------------------------------------------------------------ | ------------------------------------------------------ | -------------------- | ----- |
| 1.           | Sneakers                   | Friday (Galactica *), OGI (Galactica *), Didrik Thott, Jessica Pierpoint | D. Thott, Sebastian Thott, Pierpoint                   | S. Thott             | 2:59  |
| 2.           | Racer                      | Noday, Iris Yerin Lee, Czaer                                             | Czaer, Noday, Lee                                      | Czaer                | 3:12  |
| 3.           | What I Want                | Saebom (Lalala Studio)                                                   | Greg Bonnick, Hayden Chapman, Karin Wilhemina Eurenius | LDN Noise, Wilhemina | 2:23  |
| 4.           | Free Fall                  | Song Hee-jin (Solcire), Kevin Oppa (Solcire)                             | Song, Kevin Oppa, Christoffer Semelius                 | Semelius             | 2:59  |
| 5.           | 365                        | Kenzie                                                                   | Kenzie, Deez, Yunsu, Ylva Dimberg                      | Deez, Yunsu          | 3:05  |
| 6.           | Domino                     | Hwang Eun-bit (PNP)                                                      | Christian Fast, Gusten Dahlqvist, Jonna Hall           | Dahlqvist            | 3:06  |
| 7.           | Sneakers (English version) | Friday, OGI, D. Thott, Pierpoint, Sophia Pae                             | D. Thott, S. Thott, Pierpoint                          | S. Thott             | 2:59  |
| Total längd: | Total längd:               | Total längd:                                                             | Total längd:                                           | Total längd:         | 20:43 |

- "Racer" skrivs ibland som "RAC3R".